# Risconto
Il risconto è una quota di costo (risconto attivo) o di ricavo (risconto passivo) non ancora maturata, ma che ha già avuto la sua manifestazione finanziaria.

## Descrizione
I risconti fanno parte delle scritture di rettifica, cioè un'altra applicazione del principio della competenza economica; sono infatti componenti di reddito che sono stati misurati da variazioni finanziarie, ma che non sono in tutto o in parte di competenza dell'esercizio in chiusura. Ai fini dell'applicazione del principio della competenza economica, occorre stornare tali quote per rinviarle all'esercizio successivo. I risconti possono essere definiti "valori economici" che, mentre "rinviano al futuro il componente di reddito non di competenza", effettuano una "rettifica diretta" nel conto acceso al costo o ricavo nel quale il componente era stato registrato in contabilità generale. I risconti possono essere attivi e passivi (le definizioni inglesi aiutano nella comprensione): 
- i risconti attivi (spese anticipate) sono dei costi già sostenuti ma di competenza di uno o più esercizi successivi;
- i risconti passivi (proventi anticipati) sono dei ricavi già conseguiti ma di competenza di uno o più esercizi successivi.

Esempio: in data 15/09 un'impresa ha pagato in via anticipata un premio di assicurazione contro il furto di € 650 per un anno; in data 1/12 ha dato in locazione a terzi un fabbricato ad uso ufficio, stipulando un contratto di 6 anni al canone trimestrale anticipato di € 1485. A fine esercizio si rendono necessarie due scritture di rettifica. 
Risconto attivo: {\displaystyle 650\times 258/365=459,45} (dove 258 sono i giorni che vanno dal 31/12 al 15/09)
| data  | codice | conto           | descrizione                | dare   | avere  |
| ----- | ------ | --------------- | -------------------------- | ------ | ------ |
| 31/12 | 09.02  | Risconti attivi | sospeso premio 31/12-15/09 | 459,45 |        |
| 31/12 | 31.07  | Assicurazione   | sospeso premio 31/12-15/09 |        | 459,45 |

Risconto passivo: {\displaystyle 1485\times 2/3=990}
| data  | codice | conto            | descrizione                 | dare | avere |
| ----- | ------ | ---------------- | --------------------------- | ---- | ----- |
| 31/12 | 21.01  | Affitti attivi   | sospesi affitti 31/12-28/02 | 990  |       |
| 31/12 | 16.02  | Risconti passivi | sospesi affitti 31/12-28/02 |      | 990   |

Si parla di risconti attivi nel caso di un costo già sostenuto, ma da stornare in tutto o in parte in quanto totalmente o parzialmente di competenza dell'esercizio successivo (es.: affitti passivi e premi assicurativi pagati anticipatamente), mentre si avranno dei risconti passivi nel caso di un ricavo già conseguito, ma totalmente o parzialmente di competenza dell'esercizio successivo (es.: interessi attivi percepiti anticipatamente).
Per loro natura, i risconti vengono quindi rilevati esclusivamente a fine esercizio cioè al (31/12/n), e per questo nella pratica ragionieristica vengono concettualmente compresi nelle cosiddette "operazioni di integrazione e di rettifica" che precedono la chiusura dei conti e la rilevazione del risultato economico.
I risconti, con i ratei, sono lo strumento contabile attraverso il quale si applica il principio di correlazione tra i costi e i ricavi di competenza dell'esercizio. In queste voci vengono ricompresi costi e ricavi che maturano in proporzione al decorrere del tempo in un arco temporale che ha inizio in un esercizio e termine in quello o quelli successivi. Non è obbligatoria la distinzione dei ratei e risconti di durata superiore a 5 anni.